# 泉本のり子
泉本 のり子（いずもと のりこ、1965年11月28日 - ）は、日本の元歌手、女優。長崎県出身。本名・泉本 教子。

## 来歴・人物
長崎県立諫早高等学校卒業後上京。モデルClubに所属し、CF・雑誌のモデルとして活躍。兄のハードロックバンドREIGNにボーカルとしても参加しており、のちSPLASHに改称し、1988年にTHE ALFEEの高見沢俊彦のプロデュースのもと、シングル｢レプリカント・スキャンダル｣でデビュー。表題曲は、OVA『孔雀王 鬼還祭』の主題歌に使用された。
その後女優に転じ、テレビ・舞台を中心に活躍。主な出演作に『外科医柊又三郎』『真夏の薔薇』『COACH』など｡

## 出演

### テレビドラマ
- LOVE 第9回「金子光晴のラブレター Part1」（1991年、CX）
- 日曜ドラマハウス「3人の怒れる家族」（CX）
- 悪いこと（第15回）国境（1992年、CX）
- 約束の夏（1992年、CX）- 綾野小路満里子 役
- ドラマシティ「アイシテイルと描いてみた」（1992年、YTV）
- ウーマンドリーム （1992年、KTV） - 石塚南央子 役
- 日本名作ドラマ「門－それから」　前編　後編（1993年、TX）
- 悪魔のKISS（1993年、CX）
- 七人の女弁護士 第3シリーズ 第7話「豪邸で襲われた若妻! 離婚殺人の罠…」（1993年、ANB） - 鳥塚留美 役
- 火曜サスペンス劇場（日本テレビ放送網）
  - 「わが町IV･悪女?愛人?聖女?殺された女の本当の顔」（1994年3月22日）- 真鍋の愛人・荒木ひろ美 役
  - 「小京都ミステリー15･大和路くみひも殺人事件」（1995年9月26日）- 松澤家の新・家政婦 高橋明子 役
- 警部補 古畑任三郎第10回「矛盾だらけの死体」（1994年6月15日、CX）- 沢田マリ 役
- 土曜ワイド劇場 相田博士シリーズ16「人恋橋・幽霊殺し・逆さ吊り死体の惨劇」（1994年、ANB）
- さすらい刑事旅情編Ⅶ　第4話「特急を停めた男・女が自殺!?」（1994年11月2日、テレビ朝日）- 益田 薫 役
- 名奉行 遠山の金さん 第7シリーズ 第2話「美女連続殺人!裏切られた友情」（1995年、ANB / 東映） - お園 役
- 花王 愛の劇場 「パパは保母さん」（1995年、TBS）
- 外科医柊又三郎（1995年、テレビ朝日） ‐ 伊藤智子 役
- COACH（1996年、フジテレビ）
- 愛しすぎなくてよかった（1998年、テレビ朝日）

### バラエティ
- グッドモーニングジャパン（1990年、CX）
- 大人はおとな（時期不明、讀賣テレビ）中村泰士、佐川満男と共に司会
- 小堺一機の恋愛専科 色恋ざうるす（1991年-1993年、中京テレビ） - 小堺一機のアシスタント
- ラジオDEごめん（1990年4月-9月、中京テレビ）

## ディスコグラフィ

### シングル
| #                                  | 発売日                             | タイトル                           | c/w                                | 規格                               | 規格品番                           |
| - ポニーキャニオン - 泉本教子 名義 | - ポニーキャニオン - 泉本教子 名義 | - ポニーキャニオン - 泉本教子 名義 | - ポニーキャニオン - 泉本教子 名義 | - ポニーキャニオン - 泉本教子 名義 | - ポニーキャニオン - 泉本教子 名義 |
| ---------------------------------- | ---------------------------------- | ---------------------------------- | ---------------------------------- | ---------------------------------- | ---------------------------------- |
| 1st                                | 1990年4月21日                      | 夜を壊して -Get Through The Night- | PARADISE PARADOX                   | 8cmCD                              | PCDA-00075                         |

### タイアップ
| 曲名                               | タイアップ                           | 収録作品                                       |
| ---------------------------------- | ------------------------------------ | ---------------------------------------------- |
| 夜を壊して -Get Through The Night- | 東宝系配給映画『スパイゲーム』主題歌 | シングル「夜を壊して -Get Through The Night-」 |